# Adiwarno (Buayan)
Adiwarno is een bestuurslaag in het regentschap Kebumen van de provincie Midden-Java, Indonesië. Adiwarno telt 2069 inwoners (volkstelling 2010).